# José Roberto Marinho
José Roberto Marinho, nació en Río de Janeiro el 26 de diciembre de 1955, es un empresario brasileño.
Hijo del periodista Roberto Marinho, José controla actualmente la Fundación Roberto Marinho, creada por su padre en noviembre del año 1977. El Grupo Globo es presidido por su hermano mayor Roberto.